# Pirenéus catalães
| Pirenéus Pré-Pirenéus Depressão Central Pequenos contrafortes da Depressão Central | Cordilheira Transversal Cordilheira Pré-litoral Cordilheira Litoral Depressão Pré-litoral e Litoral, e zonas costeiras |

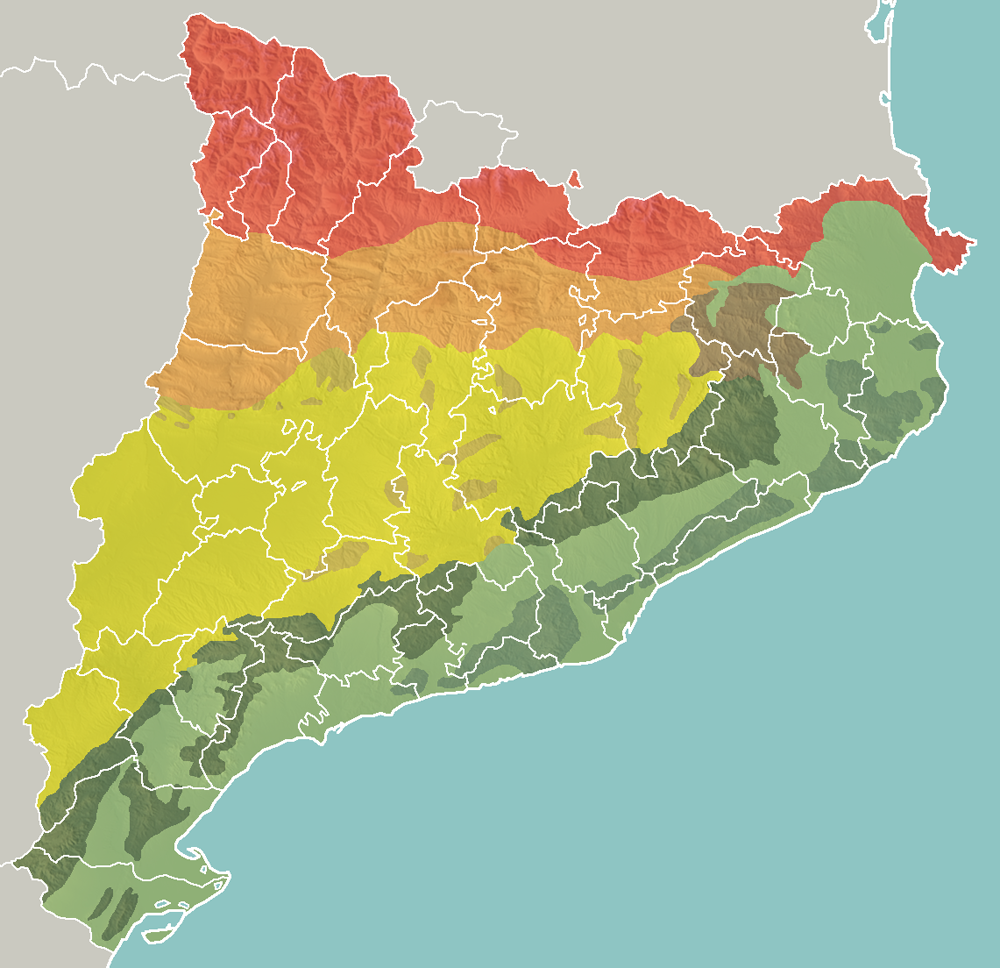
Mapa das diversas unidades morfoestruturais da Catalunha, observando-se os Pirenéus catalães:

Os Pirenéus catalães (em catalão Pirineus catalans) são uma unidade de relevo na Catalunha. Correspondem aproximadamente à metade oriental dos Pirenéus, e dentro desta metade principalmente as vertentes meridional e oriental e um pequeno segmento da vertente setentrional do Vale de Aran, e Andorra. Existem mais de quatrocentos lagos na zona, que tem um clima alpino. Servem esta zona o Aeroporto de Andorra-La Seu d'Urgell, comboio (linha R3 das Rodalies de Catalunya), e a linha "Lleida - la Pobla de Segur" dos Ferrocarrils de la Generalitat de Catalunya.

## Picos[4]
- Pica d'Estats, 3143 m
- Pic Verdaguer, 3129 m
- Punta de Gabarró, 3114 m
- Pic de Comaloforno, 3029 m
- Besiberri Sul, 3023 m
- Ponta Alta de Comalesbienes, 3014 m
- Tuc de Molières, 3010 m
- Besiberri Norte, 3008 m
- Rodó de Canalbona, 3004 m
- Ponta de Passet, 2998 m
- Besiberri do Meio, 2995 m

## Parques naturais protegidos[5]
- Parque Natural Regional dos Pirenéus catalães
- Parque Nacional de Aigüestortes i Estany de Sant Maurici
- Parque Nacional dos Pirenéus
- Parque Natural de l'Alt Pirineu
- Parque Natural de Cadí-Moixeró
- Parque Natural da Zona Vulcânica da Garrotxa

## Estâncias ou Estações de esqui[6]
- Boí Taüll Resort (estação de esqui), 2020 - 2751 mamsl
- Vall de Núria (estação de esqui), 1964 - 2552 mamsl
- Baqueira-Beret (estação de esqui), 1500 - 2510 mamsl
- Vallter 2000, 1910 - 2535 mamsl
- La Molina (estação de esqui) (Alp 2.500), 1400 - 1700 mamsl